# النبطية الفوقا
النبطية الفوقا هي إحدى القرى اللبنانية من قرى قضاء النبطية في محافظة النبطية.

## معلومات جغرافية عن البلدة
تبعد نبطية الفوقا 75 كلم (46.605 مي) عن بيروت عاصمة لبنان. ترتفع 430 م (1410.83 قدم - 470.248 يارد) عن سطح البحر وتمتد على مساحة 869 هكتاراً (8.69 كلم²- 3.35434 مي²).

## في التاريخ
النبطية الفوقا هي النبطية الاصلية كانت بلدة العلماء والمراجع العظام ولا زالت اثارات المدرسة النورية موجودة حتى الآن، وهذه المدرسة نسبة إلى السيد عبد الحسين نور الدين
من النبطية الفوقا أكبر المراجع الدينية ومنهم السيد عبد الحسين نور الدين. وكذلك منها مراجع علمية وأطباء ومفكرين ومجاهدين لقد قدمت النبطية الفوقا  فلذات الاكباد في سبيل الوطن والدين.

## السكان
عائلة غندور هي العائلة الكبرى في البلدة وفيها العديد من العوائل الأخرى منها:
- نورالدين
- الخنساء
- الموسوي
- خلف
- زاويل
- مغربل
- نادر
- نورالدين
- حوماني
- طفيلي
- العزي
- كلاس
- غزو
- سلوم
- زهري
- مسلماني
- غزال
- الحاج أحمد
- طه
- وهبي
- عطوي
- شعبان
- الحاج علي
- عنيسي
- الحاج
- بدير
- بصل
- هاشم
- رضا
- حطيط
- حلال
- سلامي وسلامة
- سويدان
- طيراني
- غصين
- جمعة
- العابد
- عثمان
- عتريس
- الشعار
- شمعون
- نجار
- درويش
- حمادي

يذكر ان العائلة الأكبر كانت غملوش وان بعض العائلات مثل كلاس, العزي, مسلماني، عثمان، العابد، بصل
 يعود اصلها إلى خارج النبطية الفوقا

## الآثار
- فيها دير الرهبان، يحمل اسم دير مار انطونيوس وما زال هذا الصرح يتقبل المصلين من الطائفة المسيحية الكريمة ولم تقفل أبوابه طيلة أيام الحرب المتعددة في لبنان وذلك بقرار من أهل البلدة في حماية العيش المشترك
- فيها اثارات قدبمة كالمقام الموجود مدخل البلدة الذي لا زال شاهدا
- أيضا يوجد بعض الآثار العمرانية والتي بعضها يعود لايام المماليك والصليبيين
- مقام علي الطاهر: هو قائد من جيوش المسلمين استشهد في الحروب ضد الصليبية ودفن على رأس الجبل وله مقام ولا زال حتى اليوم، قبل الحرب الإسرائيلية على لبنان كان أهالي النيطية الفوقا وكفرتبنيت يقومون بالزيارة للمقام بتوقيت زيارات النبي واهل بيته وخاصة زيارة أربعين الامام الحسين اما الآن لا يستطيع الناس الزيارة بسبب القنابل العنقودية التي رمتها إسرائيل من 1977 حتى 2006; ومن 1982 حتى 2000 اقامت اسرائيل وجيش لحد موقع عسكري في المكان فغيرت معلم المقام.

النبطية الفوقاء هي أول بلدة من قرى ومدن جبل عامل لا وبل في كل لبنان هي أول من ابتدأت في إقامة المجالس العاشورائية

## المنشآت المدنية
- فيها مستشفى غندور
- بلدية
- مساجد
- مدرسة متوسطة
- حضانة أطفال
- صالات
- مدينة ملاهي - فرح
- نادي ثقافي اجتماعي
- نادي كرة قدم - التضامن
- ملعب كرة قدم مقاس دولي
- ملاعب تنس
- ملاعب كرة سلة
- مسابح
- مراكز كشفية
- مراكز تجارية